# 中书省
中书省，是中国从隋朝和唐朝开始正式设立的三省六部制中的一省，负责草拟和颁发皇帝的诏令。唐高宗時曾一度改稱西臺；武則天時稱試鳳閣；唐玄宗時一度稱紫微省，民間稱之中堂。

## 沿革
中书省是中央政權體系中的三省之一，主要负责与皇帝讨论法案的起草，草拟皇帝诏令，叫做熟擬，亦稱熟狀擬定，有詳擬定稿之意:66。中書熟擬送呈皇帝，皇帝只親覽批閱，御印可其奏，稱印畫:66。經此手續後，便可降出奉行:66。即是說，皇帝在政府所下一切最高命令有其同意權，宰相出旨，只求皇帝表示同意:66。除中书省以外，还有负责审查诏令内容的门下省，以及负责执行国家的重要政令的尚书省。其中，中书省和门下省为决策机构，尚书省则为执行机构。
中书省长官在隋朝称为内史令，唐朝称为中书令，副职称中书侍郎。中书省内设中书舍人若干，掌草拟诏命。不过，唐代三省制在建立不久就开始向二省、一省转变。这种变化的动因在於皇权对於相权的控制、以及提高行政效率。三省职能逐渐趋向混同合一。
元朝政府以中书省总领百官，与枢密院、御史臺分掌政、军、监察三权。由于尚书省时置时废，门下省不复置，故中书省地位较前代尤为重要。中书令通常由皇太子担任。中书省除为决策机构外，还负责直接管辖首都大都附近的腹裏地区。在腹里地区以外，在全国各地设置有行中书省，简称行省，初为中书省派出机构，後演变成為省級地方政府。
明朝初年，沿袭前朝，由中书省统六部。甲辰正月，初置左、右相國，其中李善長為右相國，徐達為左相國。吳元年，改右相國為左相國，左相國為右相國。洪武元年，改為左、右丞相。由中书省统六部，但不设置中書令。洪武十三年（1380年），胡惟庸案之后，明太祖朱元璋罢中书省，分中书省之权归于六部。原中書省官屬盡革，惟存中書舍人。
| 时间                      | 丞相                                                                                          | 平章政事                                            | 丞                                          | 參知政事 |
| ------------------------- | --------------------------------------------------------------------------------------------- | --------------------------------------------------- | ------------------------------------------- | --- |
| 洪武元年戊申 （1368年）   | 李善長 宣國公兼左丞相兼太子少師 徐達 信國公兼右丞相兼太子少傅                                 | 常遇春 鄂國公兼太子少保 胡廷瑞 廖永忠 德慶侯 李伯昇 | 趙庸 左丞兼副詹事 王溥 右丞兼副詹事         | 楊憲 傅瓛 八月免 汪廣洋 十二月任 劉惟敬 十二月任                                                                |
| 洪武二年己酉 （1369年）   | 李善長 宣國公兼左丞相兼太子少師 徐達 信國公兼右丞相兼太子少傅                                 |                                                     | 楊憲 右丞，九月任                           | 汪廣洋 四月遷陝西參政 劉惟敬 三月遷廣西參政 蔡哲 正月任。五月遷福建參政 陳亮 十月任 睢稼 十月任 侯至善 十一月任 |
| 洪武三年庚戌 （1370年）   | 李善長 韓國公兼左丞相兼太子太師 徐達 魏國公兼右丞相兼太子太傅                                 |                                                     | 楊憲 七月遷左丞。尋伏誅 汪廣洋 左丞。忠勤伯 | 陳亮 三月出知蘇州府 睢稼 四月兼弘文館學士 侯至善 胡惟庸 正月任 李謙 九月任。十二月遷廣東參政                    |
| 洪武四年辛亥 （1371年）   | 李善長 韓國公兼左丞相兼太子太師。正月致仕 徐達 魏國公兼左丞相兼太子太傅 汪廣洋 右丞相，正月任 |                                                     | 胡惟庸 右丞，正月任                         | 侯至善 宋冕 閏三月任。六月遷江西按察司副使                                                                      |
| 洪武五年壬子 （1372年）   | 汪廣洋 右丞相                                                                                 |                                                     | 胡惟庸                                      | 侯至善 罢免 |
| 洪武六年癸丑 （1373年）   | 汪廣洋 右丞相。正月左遷廣東參政 胡惟庸 右丞相，七月任                                         |                                                     |                                             | 丁玉 六月任 馮冕 六月任                                                                                         |
| 洪武七年甲寅 （1374年）   | 胡惟庸 右丞相                                                                                 |                                                     | 丁玉 右丞，四月任                           | 馮冕 侯善 五月任                                                                                                |
| 洪武八年乙卯 （1375年）   | 胡惟庸 右丞相                                                                                 |                                                     | 丁玉                                        | 馮冕 侯善 |
| 洪武九年丙辰 （1376年）   | 胡惟庸 右丞相                                                                                 |                                                     | 丁玉                                        | |
| 洪武十年丁巳 （1377年）   | 胡惟庸 九月遷左丞相 汪廣洋 右丞相，九月復                                                     |                                                     | 丁玉 九月改御史大夫                         | |
| 洪武十一年戊午 （1378年） | 胡惟庸 左丞相 汪廣洋 右丞相                                                                   |                                                     |                                             | |
| 洪武十二年己末 （1379年） | 胡惟庸 左丞相 汪廣洋 右丞相。十二月謫海南，賜死。                                             |                                                     | 殷哲 左丞，十一月任 李素 右丞，十一月任     | 方鼐 左參政，九月任 殷哲 右參政，九月任。十一月降通政，尋升左丞                                                 |
| 洪武十三年庚申 （1380年） | 胡惟庸 左丞相。正月賜死。                                                                     |                                                     | 殷哲 左丞，正月罷 李素 右丞，正月罷         | |

## 属官

### 隋唐宋元之演变
| 秦   | 前漢     | 後漢                 | 魏       | 晋           | 隋（煬帝）     | 唐（玄宗） | 宋             | 元       | 主要職務                 |
| ---- | -------- | -------------------- | -------- | ------------ | -------------- | ---------- | -------------- | -------- | ------------------------ |
|      | 中書令   |                      | 中書監令 | 中書監令     | 内史令         | 中書令     |                | 中书令   | 立制、詔勅之記録・傳達。 |
|      |          |                      | 中書侍郎 | 中書侍郎     | 内史侍郎       | 中書侍郎   | 中書侍郎       | 行中书令 | 立制、詔勅之記録・傳達。 |
|      | 散骑常侍 | 散骑侍中共平尚书奏事 | 散骑常侍 | 通直散骑常侍 | 门下省集书散骑 | 右散騎常侍 | （加官）不常設 |          | 立制、詔勅之記録・傳達。 |
| 謁者 | 謁者僕射 | 謁者僕射             | 謁者僕射 | 謁者         | 謁者台大夫     | 通事舍人   | （謁者监）     | 行谒者监 | 立制、詔勅之記録・傳達。 |

### 明初废止前
中書省结构中有：
- 左丞相，正一品。
- 右丞相，正一品。
- 平章政事，從一品。
- 左丞，正二品。
- 右丞，正二品。
- 參知政事，從二品。
- 直省舍人，后改为中書舍人，從七品。

中書省屬官左、右司中：
- 左司郎中，正五品
- 右司郎中，正五品
- 員外郎，正六品
- 都事，正七品
- 檢校，正七品（洪武二年革）
- 照磨，從七品（洪武二年革）
- 管勾，從七品

參議府（吳元年革參議府）：
- 參議，正三品
- 參軍，從三品
- 斷事官，從三品（洪武二年革）
- 斷事，正七品
- 經歷，正七品
- 知事，正八品

都鎮撫司（甲辰十月改隸大都督府）：
- 都鎮撫，正五品

考功所（洪武元年革）：
- 考功郎，正七品

### 引用
1. 1 2 3 4  錢穆. . 香港: 人生出版社. 1952.
2. ↑  《明史》（卷72）：“先是，太祖承前制，設中書省，置左、右丞相，正一品．甲辰正月，初置左、右相國，以李善長為右相國，徐達為左相國．吳元年命百官禮儀俱尚左，改右相國為左相國，左相國為右相國．洪武元年改為左、右丞相。”
3. ↑  《明史》（卷109）：“中書令時中書及都督府議倣元制，設中書令，太子為之。太祖曰：「吾子年未長，學未充，更事未多。所宜尊禮師傅，講習經傳，博通古今，識達機宜。他日軍國重務，皆令啟聞，何必作中書令乎？」遂不設。”
4. ↑  《明史》（卷109）：“明太祖初壹海內，仍元制，設中書省，綜理機務．其官有丞相、平章、左右丞、參政，而吏、戶、禮、兵、刑、工六尚書為曹官．行之一紀，革中書省，歸其政於六部，遂設四輔官。”
5. ↑  《明史》（卷72）：“洪武九年汰平章政事、參知政事。十三年正月，誅丞相胡惟庸，遂罷中書省。其官屬盡革，惟存中書舍人。”
6. ↑  《明史》（卷72）：“先是，太祖承前制，設中書省，置左、右丞相，正一品．甲辰正月，初置左、右相國，以李善長為右相國，徐達為左相國．吳元年命百官禮儀俱尚左，改右相國為左相國，左相國為右相國．洪武元年改為左、右丞相．平章政事，從一品，左、右丞，正二品，參知政事，從二品，以統領红職．置屬官，左、右司，郎中，正五品，員外郎，正六品，都事、檢校，正七品，照磨、管勾，從七品．參議府，參議，正三品，參軍、斷事官，從三品，斷事、經歷，正七品，知事，正八品．都鎮撫司，都鎮撫，正五品．考功所，考功郎，正七品．甲辰十月以都鎮撫司隸大都督府．吳元年革參議府．洪武元年革考功所．二年革照磨、檢校所、斷事官．七年設直省舍人十人，尋改中書舍人．”